# Balanophyllia stimpsonii
Balanophyllia stimpsonii är en korallart som först beskrevs av Verril 1865.  Balanophyllia stimpsonii ingår i släktet Balanophyllia och familjen Dendrophylliidae. Inga underarter finns listade i Catalogue of Life.